# Rancho Santa Fe
Pour les articles homonymes, voir Santa Fe.

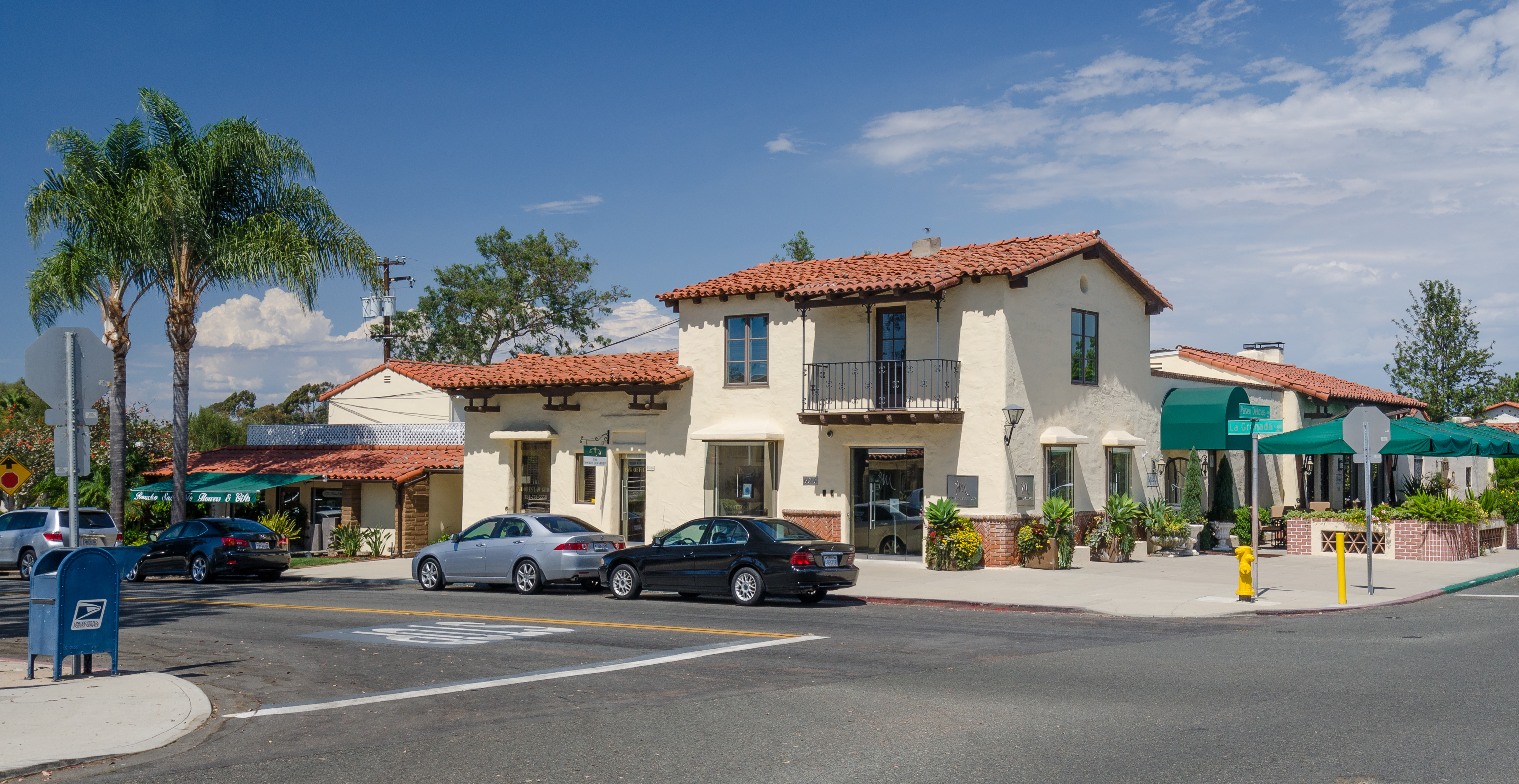

Rancho Santa Fe est une census-designated place (CDP) dans le comté de San Diego en Californie, aux États-Unis.

## Personnalités liées à la ville
- Taylor Fritz, joueur de tennis, y est né en 1997.